# Číslo 23
Číslo 23 (anglicky The Number 23), je americký thriller z roku 2007 s Jimem Carreym v hlavní roli. Film režíroval Joel Schumacher. Film vypráví příběh odchytávače zvířat Waltera Sparrowa, který podlehne posedlosti číslem 23 na základě četby darované knihy. Děj filmu nakonec vyústí ve zločin.

## Děj
V den narozenin Waltera Sparrowa (3. února) dostane od své ženy Agathy jako dárek knihu Číslo 23, kterou napsala Topsy Krettsová. Walter začne knihu číst a všimne si nápadné podobnosti mezi sebou a hlavní postavou, detektivem jménem "Fingerling". Fingerling je posedlý záhadou čísla 23, tedy myšlenkou, že všechny události a příhody přímo souvisejí s číslem 23. "Fingerling" je v podstatě "záhadou". I Walter se stává posedlý tímto číslem a pokouší se odhalit záhadu autora knihy, ale nedaří se mu najít žádné informace. Walterův syn Robin se o záhadu zajímá také, ale Agatha ji odmítá jako pověru.
Fingerling pak v knize zjistí, že jeho milenka Fabrizia má poměr, a ubodá ji k smrti. Policie jejího milence zatkne, protože našel její tělo a sebral vražednou zbraň, přičemž předpokládá, že šlo o druh sexuální hry. Fingerling se pak chystá spáchat sebevraždu skokem z hotelového balkonu a kniha náhle končí. Walter se později dozvídá o oběti vraždy jménem Laura Tollinsová, jejíž tělo se nikdy nenašlo a jejíž vražda je podobná smrti Fabrizie v knize. Walter se domnívá, že muž, který byl za její vraždu poslán do vězení, Kyle Flinch, knihu napsal. Walter navštíví Flinche ve vězení, ale ten popírá, že by Lauru zabil nebo že by knihu napsal.
Robin objeví v knize skrytou adresu a doufá, že je dovede ke skutečnému autorovi knihy. Když Walter konfrontuje muže, doktora Siriuse Learyho, spáchá sebevraždu podříznutím vlastního krku. Před smrtí Leary řekne Agathě, aby šla do nyní opuštěného ústavu pro duševně choré, v němž kdysi pracoval. V ústavu Agatha objeví krabičku, na níž je Walterovo jméno. Walter v ní objeví kód, který čtenáři prozradí, kde se nachází tělo Laury Tollinsové. Walter a Robin kostru najdou, ale když se vrátí s policií, kostra chybí. Poté, co vidí Agátu, jak si myje bláto z rukou, přizná, že kostru přemístila. Walter ji rozzlobeně obviní, že je Topsy Krettsová. Agatha však Walterovi řekne, že knihu ve skutečnosti napsal on.
Agatha ukáže Walterovi krabičku z ústavu, na které je jeho jméno. Uvnitř Walter uvidí prameny, které použil k napsání knihy, a začnou se mu objevovat záblesky potlačených vzpomínek. V pokoji č. 23 v hotelu, o němž se píše v knize, najde Walter pod tapetami načmáranou chybějící závěrečnou kapitolu knihy. Kdysi dávno byl záhadou 23 posedlý, protože dohnala jeho otce k sebevraždě. Měl také vztah s Laurou Tollinsovou, ale ta ho opustila kvůli Flinchovi, což mělo za následek, že ji ubodal k smrti. Poté, co je Flinch za vraždu poslán do vězení, napsal Walter knihu v pokoji jako promyšlený dopis na rozloučenou a změnil detaily svého přiznání v pomatenou fantazii. Walter poté skočil z balkonu, ale přežil. Následné poškození mozku mu způsobilo amnézii a byl poslán do ústavu, aby se zotavil, a po propuštění se seznámil s Agathou. Dr. Leary, jeden z Walterových lékařů, si knihu přečetl a stal se číslem posedlý, nakonec knihu vydal pod jménem Topsy Kretts.
Přijde Agatha a řekne Walterovi, že se změnil, a proto schovala kostru. Walter je přesvědčen, že bude znovu zabíjet, a pokusí se spáchat sebevraždu tím, že vběhne do cesty autobusu. Walter to však neudělá, nechce, aby jeho syn ztratil otce jako on, a Walter nakonec vykřikne, že 23 je jen číslo. Walter se přihlásí na policii kvůli vraždě Laury Tollinsové a během čekání na rozsudek mu jeho právník řekne, že soudce na něj bude mírný, protože se přiznal. Walter prohlásí, že to není nejšťastnější konec, ale že je správný, a vyjádří naději, že se věci pro jeho rodinu vrátí do normálu, jakmile bude propuštěn z vězení. Tělo Laury Tollinsové je konečně uloženo k odpočinku na hřbitově a Flinch je přítomen, protože byl propuštěn z vězení a nyní má klid.
Titulky začínají biblickým veršem (Numeri 32,23), který zní: "Buď si jistý, že tvůj hřích tě najde."